# Rugby-Bundesliga 2020/21
Die Rugby-Bundesliga 2020/21 fand aufgrund der Corona-Pandemie nicht statt. Nachdem die Rugby-Bundesliga 2019/20 bereits nach der Hinrunde eingestellt wurde, beschloss der Rugby-Bundesligaausschuss im August 2020 auch diese Saison nicht zu starten. Stattdessen wurde den Vereinen die Entscheidung überlassen, selbst eine Ersatzliga zu organisieren. Diese Option nahmen nur die ostdeutschen Vereine wahr, die am 19. September 2020 die sog. Bundesliga Nordost starteten. Diese wurde bereits nach dem zweiten Spieltag am 3. Oktober aufgrund der steigenden Infektionszahlen abgebrochen.

## Hintergrund
Am 15. August 2020 entschieden sich die Vereine im Rugby-Bundesliga-Ausschuss (RBA) gegen den regulären Start der Bundesliga-Saison 2020/21 und verschoben zunächst einen möglichen Start auf den März 2021. Neben den gesundheitlichen Bedenken erschwerten auch die unterschiedlichen Vorgaben der Bundesländer einen einheitlichen und regulären Betrieb. Auf der folgenden Sitzung im März votierten zwei Drittel der Vereine für eine gänzliche Absage der Saison. Auf dieser Sitzung wurde auch die Möglichkeit eines eingeschränkten Betriebs diskutiert. Hierfür legte der RBA ein Konzept vor, das einen Saisonstart im Mai und ein Saisonende Mitte oder Ende Juli, sowie eine Spielpause an jedem zweiten Wochenende vorsah. Anstelle zweier Bundesligen (Nord/Ost und Süd/West) wären regionale Ligen geplant gewesen, deren Sieger in Playoffs um die deutsche Meisterschaft spielten. Die Teilnahme wäre freiwillig und der Auf- und Abstieg wäre ausgesetzt gewesen.

## Nordost
Die Bundesliga Nordost wurde vom RK 03 Berlin initialisiert und bestand aus den drei Berliner Bundesliga-Vereinen und dem RC Leipzig. Geplant waren sechs Spieltage, die alle zwei Wochen gespielt werden sollten, die allerdings bereits nach dem zweiten Spieltag abgebrochen wurden. Da für März 2021 ein Bundesliga-Start möglich erschien, sollte der letzte Spieltag bereits am 28. November 2020 stattfinden. Die „Bundesliga Nordost“ fungierte daher eher als Übergangsturnier ohne „offiziellen“ Meister oder Absteiger.

### Tabelle (2. Spieltag)
| Pl.                | Club             | Sp. | S | U | N | PF | PA  | Diff. | BP | Punkte |
| ------------------ | ---------------- | --- | - | - | - | -- | --- | ----- | -- | ------ |
| 1.                 | RK 03 Berlin     | 2   | 2 | 0 | 0 | 67 | 8   | +59   | 1  | 9      |
| 2.                 | Berliner RC      | 2   | 1 | 0 | 1 | 65 | 31  | +34   | 2  | 6      |
| 3.                 | RC Leipzig       | 2   | 1 | 0 | 1 | 27 | 29  | −2    | 2  | 6      |
| 4.                 | Berlin Grizzlies | 2   | 0 | 0 | 2 | 12 | 103 | −91   | 0  | 0      |
| Stand: 2. Spieltag |                  |     |   |   |   |    |     |       |    |        |

### Kreuztabelle
| Club             | RKB  | BRC   | RCL  | GRI  |
| ---------------- | ---- | ----- | ---- | ---- |
| RK 03 Berlin     | —    | 10:3  | abg. | 57:5 |
| Berliner RC      | abg. | —     | abg. | 46:7 |
| RC Leipzig       | abg. | 24:19 | —    | abg. |
| Berlin Grizzlies | abg. | abg.  | abg. | —    |